# Canal de l'Espierres
Canal de l'Espierres är en kanal i Belgien. Den ligger i den västra delen av landet, 70 km väster om huvudstaden Bryssel.
Trakten runt Canal de l'Espierres består till största delen av jordbruksmark. Runt Canal de l'Espierres är det tätbefolkat, med 308 invånare per kvadratkilometer.